# Renbeek
De Renbeek is een beek in Nederlands Zuid-Limburg in de gemeente Meerssen. De beek ligt bij Geulle op de rechteroever van de Maas en heeft een lengte van ongeveer 200 meter.
Op ongeveer 240 meter meter mondt de Snijdersbeek uit in de Molenbeek. Op ongeveer 100 meter noordelijker stroomt de Zandbeek.

## Ligging
De beek ligt op de westelijke helling van het Centraal Plateau in de overgang naar het Maasdal. De bron van de beek ligt in het Bunderbos op de helling ten westen van Snijdersberg tussen deze plaats en Hulsen, op ongeveer 175 meter ten zuiden van de Penderjansknub, een uitzichtspunt over het Maasdal. Van daar stroomt de beek in zuidwestelijke richting en gaat daarbij onder de spoorlijn Maastricht - Venlo door. Na het spoor is de beek volledig overkluisd en loopt ze onder de Hulserstraat om nog voor de Poortweg uit te monden in de Molenbeek. Deze beek mondt op zijn beurt uit in de Oude Broekgraaf die in de Maas uitmondt.

## Geologie
De Renbeek ontspringt ten noorden van de Geullebreuk en ten zuiden van de Schin op Geulbreuk op een hoogte van ongeveer 64 meter boven NAP. Op deze hoogte dagzoomt klei uit het Laagpakket van Boom dat in de bodem een ondoorlatende laag vormt, waardoor het grondwater op deze hoogte uitstroomt.